# 마리아 루이사 공원

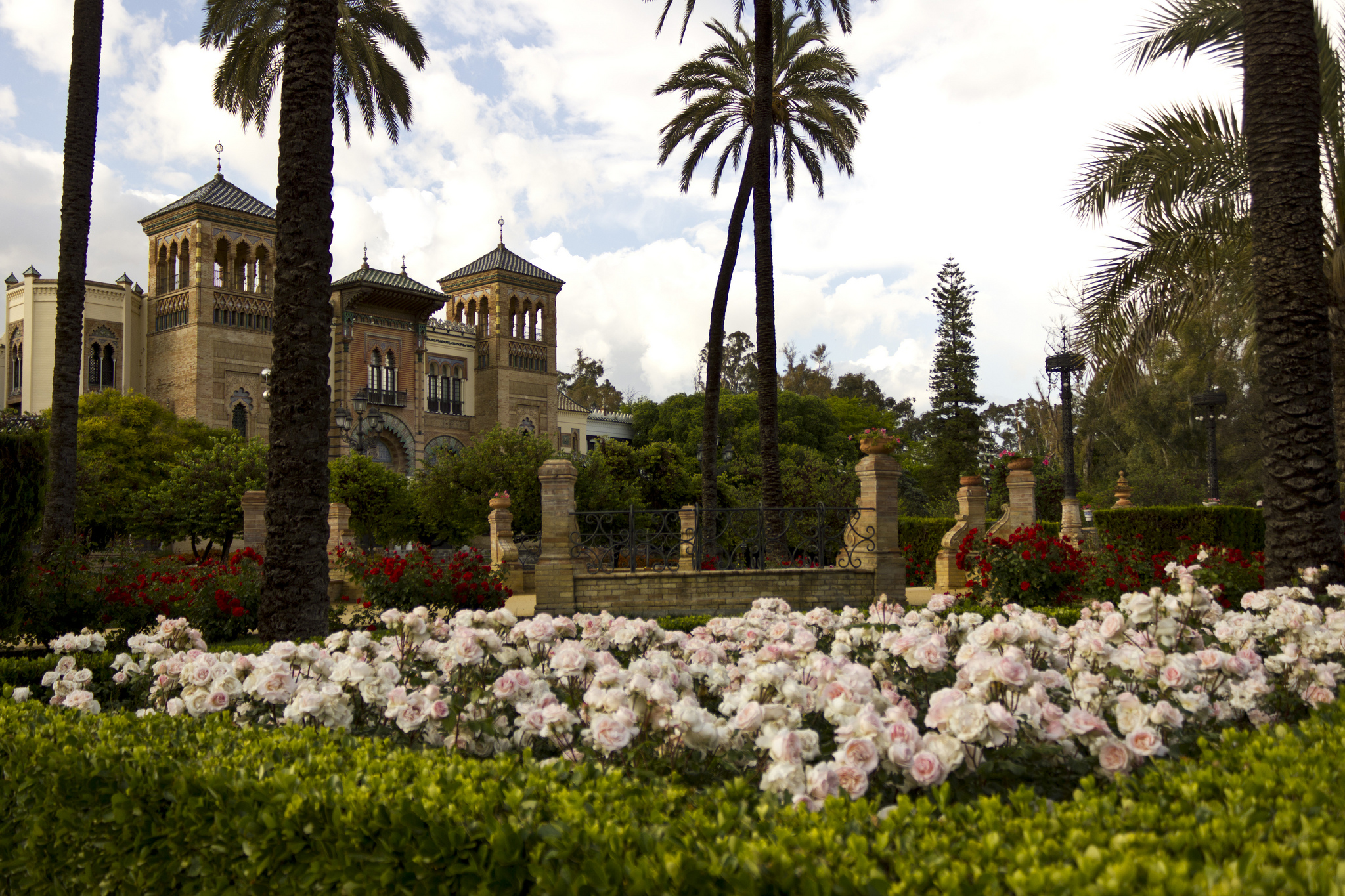
마리아 루이사 공원

마리아 루이사 공원(스페인어: Parque de María Luisa)은 스페인 세비야의 공원이다.